# FC Dinamo Brest
El FC Dinamo Brest (en bielorruso: ФК Дынама Брэст, FK Dynama Brest; en ruso: ФК Динамо Брест) es un club de fútbol bielorruso de la ciudad de Brest. Fue fundado en 1960 y juega en la Liga Premier de Bielorrusia.

## Historia
El club fue fundado en 1960 como Spartak Brest y se unió a la clase B soviética (liga de segundo nivel) el mismo año. Después de la temporada de 1962 fueron relegados como resultado de la reorganización de la liga. Estuvieron cerca de la promoción dos veces en 1964 y 1967, pero perdieron la ronda final en ambas ocasiones. Finalmente fueron promovidos en su tercer intento en 1969, pero al año siguiente volvieron a caer al tercer nivel debido a la reorganización de la liga. En 1972, el equipo pasó a llamarse Bug Brest y finalmente, en 1976, a Dynamo Brest. Desde 1970 hasta el final de la era soviética, el club jugaba en la liga soviética de tercer nivel. Dinamo Brest tenía una fuerte conexión con el Dinamo Minsk durante estos años (ya que ambos clubes estaban afiliados a la Sociedad Deportiva Dinamo) y a menudo aceptaba jugadores jóvenes del equipo de Minsk prestados.
En 1992, Dinamo Brest se unió a la Liga Premier de Bielorrusia y ha estado jugando allí desde entonces. Su mejor resultado fue un tercer lugar en la temporada inaugural de 1992, ocupando la parte media e inferior de la tabla de posiciones desde entonces. En 2007, el Dinamo Brest ganó la Copa de Bielorrusia, asegurando también su única participación en la Copa de la UEFA. Durante la temporada 2012, utilizaron el nombre de FC Brest debido a problemas legales con el uso de una marca Dynamo cuyos derechos reclamaba la sociedad deportiva bielorrusa Dynamo. Este problema se resolvió solo a fin de año. En la temporada 2017, Dinamo Brest tuvo una asistencia promedio a la liga local de 5 689, la más alta de la liga. Durante la Copa Mundial de Fútbol de Rusia 2018, el club fue noticia porque Diego Maradona fue oficialmente presidente honorífico, con lo que se intentó aumentar su fama internacional. En el 2019 rompen la racha del BATE Borisov de 13 ligas consecutivas, siendo esta su primera liga local en su historia.

## Palmarés
Títulos nacionales (7)
- Liga Premier de Bielorrusia (1): 2019
- Copa de Bielorrusia (3): 2007, 2017, 2018
- Supercopa de Bielorrusia (3): 2018, 2019, 2020

## Participación en competiciones de la UEFA
| Temporada | Torneo                   | Ronda              | Club               | Casa | Visita | Global |
| --------- | ------------------------ | ------------------ | ------------------ | ---- | ------ | ------ |
| 2007–08   | UEFA Cup                 | 1.ª Clasificatoria | Liepājas Metalurgs | 1–2  | 1–1    | 2–3    |
| 2017–18   | UEFA Europa League       | 2.ª Clasificatoria | Rheindorf Altach   | 0–3  | 1–1    | 1–4    |
| 2018–19   | UEFA Europa League       | 2.ª Clasificatoria | Atromitos          | 4–3  | 1–1    | 5–4    |
| 2018–19   | UEFA Europa League       | 3.ª Clasificatoria | Apollon Limassol   | 1–0  | 0–4    | 1–4    |
| 2020-21   | UEFA Champions League    | 1.ª Clasificatoria | Astana             | 6–3  | –      | 6–3    |
| 2020-21   | UEFA Champions League    | 2.ª Clasificatoria | Sarajevo           | 2–1  | –      | 2–1    |
| 2020-21   | UEFA Champions League    | 3.ª Clasificatoria | Maccabi Tel Aviv   | –    | 0–1    | 0–1    |
| 2020-21   | UEFA Europa League       | Play-off           | Ludogorets Razgrad | 0–2  | –      | 0–2    |
| 2021-22   | Europa Conference League | 2.ª Clasificatoria | Viktoria Pilsen    | 1–2  | 1–2    | 2–4    |
| 2025-26   | Europa Conference League | 1.ª Clasificatoria | Sutjeska           | 0–2  | 2-1    | 2–3    |

## Entrenadores
- Ivan Shchekin (1985–1986)
- Lyudas Rumbutis (1987–1990)
- Yuri Kurnenin (1991–1992)
- Vladimir Gevorkyan (1994–1997)
- Andrey Sosnitskiy (2002–2003)
- Vladimir Gevorkyan (2003)
- Viktors Ņesterenko (2004)
- Vladimir Kurnev (2004)
- Mikhail Markhel (2005)
- Sergei Borovsky (2005–2006)
- Vladimir Gevorkyan (2007–2008)
- Vyacheslav Arushanov (interino) (2008)
- Evgeni Trotsyuk (2008–2009)
- Sergey Kovalchuk (interino) (2009)
- Yuri Puntus (2009–2011)
- Sergey Kovalchuk (interino) (2011)
- Sergey Kovalchuk (2011–2012)
- Vladimir Kurnev (interino) (2012)
- Vladimir Kurnev (2012–2013)
- Andrey Prokopyuk (interino) (Sept 21, 2013 – Sept 24, 2013)
- Sergey Kovalchuk (Sept 25, 2013 – Dic 4, 2016)
- Uladzimir Zhuravel (Dic 4, 2016 – Dic 2017)
- Radoslav Látal (Ene 2018 – May 2018)
- Sergey Kovalchuk (May 2018 – Jun 2018)
- Aleksey Shpilevsky (Jun 2018 – Ago 2018)
- Marcel Lička (Ago 2018 – Dic 2019)
- Sergey Kovalchuk (Ene 2020 – )